# Hispania Baetica
Hispania Baetica byla římská provincie na Pyrenejském poloostrově. Vytvořil ji císař Augustus rozdělením provincie Hispania Ulterior na Lusitánii na západ od řeky Guadiana a Baeticu na východě. Provincie ležela zhruba na území Andalusie a byla pojmenována podle římského názvu Baetis, označujícího řeku Guadalquivir. Hlavním městem byla Colonia Patricia Corduba.
Původními obyvateli byli Turdetanové, avšak v době císařství byla oblast silně latinizovaná a její obyvatelé získali ius Latii již za Vespasiana. Patřila mezi senátorské provincie a byla natolik pacifikována, že v ní nesídlila žádná římská legie. Hispania Baetica měla 175 měst a čtyři soudní obvody: conventus Gaditanus (středisko Cádiz), Cordubensis (Córdoba), Astigitanus (Écija) a Hispalensis (Sevilla). Byla jednou z nejbohatších provincií, proto se jí říkalo Baetica Felix (šťastná Baetica); produkovala zlato, stříbro, olovo, víno, obilí, olivový olej a garum. Z Baeticy pocházeli Seneca, Columella a Traianus, prokonzulem zde byl mj. Arriános. Provincie brzy přijala křesťanství a v roce 305 se zde konal Elvirský koncil.
Římané oblast ovládali do počátku 5. století, kdy se stala součástí Vizigótského království. Za císaře Justiniána I. zde nakrátko vládla Byzantská říše.
Manuel de Falla podle provincie nazval skladbu Fantasia Bætica. Po místních antických památkách vede turistická stezka Ruta Bética Romana.